# 레저 산업
레저 산업(영어: leisure industry)은 REST, 즉 레크리에이션(Recreation), 오락(Entertainment), 스포츠(Sports), 관광(Tourism)에 초점을 맞춘 산업의 분과이다.
레저 산업은 업종별로는, 서비스 제공업·정보제공업·레저용품 제조판매업 등이 있다. 서비스 제공업은 여행 관련업(호텔·관광버스 등), 스포츠 관련업(골프장·스키장·스케이트장·볼링장·수영장), 옥외(屋外) 오락업(유원지 등), 음식 관련업(레스토랑·요리점·맥주홀·캬바레·다방 등), 시청각 오락 관련업(영화·연극·음악·쇼·스포츠 등)이 있고, 정보제공업에는 한국에서의 여행사 등이 있으며, 레저용품 제조판매업에는 내구소비재(텔레비전·요트 등), 스포츠 용구·악기·카메라의 제조판매업 등이 해당된다. 일반적으로는 좁은 의미의 서비스 제공업만을 레저산업이라고 보는 경우가 있다.이들 레저산업의 첫번째 특징은 그 제품이 대개 대량생산의 원칙에 의해 성립된다는 것이다. 그 좋은 예가 라디오·텔레비전·주간지 등의 매스 미디어(mass media)를 통해 보내오는 정보와 오락 등이다. 두번째 특징은 레저 우상(偶像)의 성립이다. 사회에 있어서의 이상적 인간상이 '생산의 우상', 즉 실업가·정치가 등으로부터 '소비의 우상' 내지는 '레저의 우상', 즉 예능인·운동선수 등으로 급속히 이행(移行)되고 있는 것이 선진국의 현상이다. 이들 새로운 우상은 매스 미디어에 의해 대량으로 재생산되므로 더욱더 신격화된다. 레저산업의 확대는 이처럼 문화적 가치의 전도(顚倒)를 일으키고 있다.
대한민국에서도 텔레비전이나 영화 등을 통해 레저의 우상이 출현하고 레저용품도 제조하게 되었다. 그러나 이것들은 선진국의 현상에 비하면 미미한 상태이며 선진국에서 만들어내는 우상이나 용품을 동경·애용하는 것이 대부분을 차지한다. 최근에 성장한 것으로는 서비스 제공업 중에 스포츠 관련업인 골프장·볼링장·탁구장 등과 여행 관련업인 호텔·관광버스회사 등이 있다.

## 레저 소비
레저 소비 또는 여가소비라고 하는 것은 ‘소득을 얻기 위하여 시간·수면·식사·가사·노동시간 등을 제외한 자기 스스로의 의사에 따라 자유로이 사용할 수 있는 시간중의 소비지출’을 뜻한다. 이러한 뜻에서의 소비지출로서는 교양 오락비, 교통비(통근·통학을 위한 정기교통비는 제외), 외식비, 전기·전자제품 등의 내구소비재 구입비, 스포츠용 피복비, 교제비 등을 들 수 있다.  경제가 발전되고 소득이 증대함에 따라서 소비수준이 상승되어 기초적 지출이 떨어지는 반면 부수적 소비지출이 상대적으로 증강되는 것이 일반적인 현상이다. 부수적 소비지출 가운데 커다란 비중을 차지하고 있는 레저 소비의 비중도 소득수준과 소비수준의 향상에 따라서 높아지고 있다. 오늘날과 같이 소비내용이 고도화·근대화되고, 생활혁신 또는 소비혁명이라고 불리는 사태가 진행되면 레저 또는 내구소비재에 대한 지출이 중요한 내용을 차지하게 될 것이다.  우리나라의 도시 오락인구는 날이 갈수록 격증하여 유흥장 등의 오락시설도 증가추세를 보이고 있다. 골프의 경우, 급격한 증가추세를 보여 1994년 말 기준 700여만 명이 골프장을 이용, 경기를 즐긴 것으로 집계됐다. 이는 전년대비 18% 이상 증가된 것으로 골프인구는 150만 명으로 추산되어 명실상부한 대중 스포츠로 자리 잡아가고 있다. 또 그동안 부유층의 전유물로 여겨져 왔던 승마도 레포츠로서 각광을 받으면서 승마애호인구도 점증하는 추세에 있다. 경마의 경우 1976년 2,595만 원이던 입장세 총액이 1995년 총입장객수 627만 명에 총매출액 2조 1060억 원에 달하고 있다. 경마는 이제 명실상부한 최고 레저스포츠로 자리매김하고 있다고 할 수 있다. 내국인의 해외여행자는 1986년에 45만 명에서 2001년에는 504만 명으로 늘어나 15년만에 12배 증가라는 급속한 성장세를 기록하고 있다. 자동차의 경우에는 1976년 21만 7,007대에 불과하였으나 2003년에는 1,458만 3,484대로 격증하였다. 내용별로는 영업용이 74만 9,202대로 5.1%에 불과한 반면 자가용이 94.5% 이상을 차지하고 있어 1976년 영업용과 자가용의 구성비 41 : 59에 비하면 커다란 변화가 있음을 알 수 있다. 오늘날 자가용이 급증현상을 보이고 있는 가운데 2003년 현재 우리나라 자가용 1대당 인구는 3.9명으로 나타나 거의 선진국 수준에 이르고 있다. 그러나 자가용의 증가추세는 좁은 국토에서 교통난을 부채질하고 있어 그에 대한 대책이 필요한 실정이다. 이러한 레저 붐으로 인하여 사치성 소비성향(격에 맞지 않는 내구소비재)은 엄청난 상승세를 보였다. 한국은행의 조사에 따르면 1995년 우리나라 연평균 국민총생산에 대한 소비율은 63.3%인데 이 중에서 승용차나 PC 등 내구재 구입에서 비교적 높은 지출을 보이고 있다. 정부는 불요불급한 소비를 줄이고 건전한 레저 문화의 정착을 위한 시책으로 건전한 소비문화를 유도해야 하리라고 본다.

## 같이 보기
- 도박
- 스포츠 산업